# Carl Liebermann
Carl (o Karl) Theodore Liebermann (Berlino, 23 febbraio 1842 – Berlino, 28 dicembre 1914) è stato un chimico tedesco.

## Biografia
Dopo aver studiato all'Università di Heidelberg sotto l'egida di Robert Wilhelm Bunsen divenne in seguito studente di Adolf von Baeyer all'Università di Berlino che terminò nel 1865.
Famoso per aver compiuto, con l'aiuto di Carl Graebe, la sintesi dell'alizarina nel 1868, il primo pigmento naturale ad essere sintetizzato chimicamente. Divenne poi professore all'Università di Berlino; morì poco dopo essersi ritirato.